# Lafayette Bay Company
Lafayette Bay Company ist ein US-amerikanisches Unternehmen im Bereich Kunststoffe und ehemaliger Hersteller von Automobilen.

## Unternehmensgeschichte
Das Unternehmen wurde am 20. November 1975 in Wayzata in Minnesota gegründet. Im gleichen Jahr begann die Produktion von Automobilen und Kit Cars. Der Markenname lautete Lafayette. 1985 endete die Produktion.
Das Unternehmen ist weiterhin aktiv.

## Fahrzeuge
Das einzige Modell war die Nachbildung eines Bugatti Type 35. Die offene Karosserie bot Platz für zwei Personen. Eine Ausführung hatte ein Fahrgestell vom VW Käfer sowie dessen luftgekühlten Vierzylinder-Boxermotor im Heck. Eine andere Variante hatte einen Frontmotor vom Ford Pinto.